# اسرائیل هالیونر
اسرائیل هالیونر (عبری: ישראל חליבנר‎؛ ۱۰ ژانویهٔ ۱۹۲۸ – ۱۱ دسامبر ۲۰۱۳) بازیکن و مربی فوتبال اهل اسرائیل بود.
از باشگاه‌هایی که در آن بازی کرده‌است می‌توان به باشگاه فوتبال مکابی تل آویو اشاره کرد.

## افتخارات

### بازیکن
- لیگ برتر فوتبال اسرائیل (۴):
  - ۱۹۴۹–۵۰, ۱۹۵۱–۵۲, ۱۹۵۳–۵۴, ۱۹۵۵–۵۶
- جام حذفی فوتبال اسرائیل (۲):
  - ۱۹۵۴ , ۱۹۵۵

### مربی
- لیگ قهرمانان آسیا (۱):
  - ۱۹۷۱
- لیگ برتر فوتبال اسرائیل (۱):
  - Liga Leumit
- جام حذفی فوتبال اسرائیل (۱):
  - ۱۹۷۰